# 新华屯站
新华屯是位于黑龙江省大庆市大同区双榆乡的一个铁路车站，邮政编码163535。车站建于1964年，有通让铁路经过该站，现办理客货运业务，车站及其上下行区间均未电气化。车站距离通辽站355公里，隶属哈尔滨铁路局，是四等站。